# Chrysomelechthrus descampsi
Chrysomelechthrus descampsi är en stekelart som först beskrevs av Jean Risbec 1955.  Chrysomelechthrus descampsi ingår i släktet Chrysomelechthrus och familjen sköldlussteklar. Inga underarter finns listade i Catalogue of Life.